# Kronocka Sopka
Kronocka Sopka (ros. Кроноцкая сопка, Kronockaja Sopka) – stratowulkan o wysokości 3527 m n.p.m., położony na obszarze Kraju Kamczackiego w Rosji. Wulkan ten jest jednym z największych na obszarze Kamczatki, uważany jest także za jeden z najbardziej malowniczo położonych w tym rejonie Rosji. Profil wulkanu ma kształt zbliżony do symetrycznego stożka, przypominając nieco takie wulkany jak: Mayon na Filipinach oraz Fudżi w Japonii. Od podnóża wulkanu aż do jego wierzchołka w sposób promienisty rozciągają się doliny o głębokości do 200 metrów. Jego ostatnia odnotowana erupcja miała miejsce w 1923 roku.